# Canthidium refulgens
Canthidium refulgens là một loài bọ cánh cứng trong họ Bọ hung (Scarabaeidae).